# 54e division d'infanterie (France)
La 54e division d'infanterie est une division d'infanterie de l'Armée de terre française qui a participé à la Première et à la Seconde Guerre mondiale.

## Créations et différentes dénominations
- août 1914 : création de la 54e division d'infanterie à la mobilisation
- octobre 1914 : dissolution
- septembre 1939 : création de 54e division d'infanterie à la mobilisation
- juin 1940 : capture de la division par les Allemands pendant les derniers jours de la bataille de France

## Les chefs de la54edivisiond'infanterie
- août - octobre 1914 : général Chailley[1]
- septembre -novembre 1939 : général Vix (hu)[2]
- novembre 1939 : général Texier[2]
- novembre 1939 - juin 1940 : général Coradin (sl)[2]

## Première Guerre mondiale

### Composition
- 107e brigade d'infanterie[3] :
  - 301e régiment d'infanterie
  - 302e régiment d'infanterie
  - 304e régiment d'infanterie

- 108e brigade d'infanterie[3] :
  - 303e régiment d'infanterie
  - 324e régiment d'infanterie
  - 330e régiment d'infanterie

- Cavalerie[3] :
  - 2 escadrons du 1er régiment de chasseurs à cheval

- Artillerie[3] :
  - 1 groupe de 75 du 26e régiment d'artillerie de campagne
  - 1 groupe de 75 du 31e régiment d'artillerie de campagne
  - 1 groupe de 75 du 44e régiment d'artillerie de campagne

### Historique

#### 1914
- 2 août : mobilisée dans la 4e région militaire[4].
- 7 - 21 août : transport par VF vers Charny-sur-Meuse et occupation des Hauts-de-Meuse vers Damvillers et Ornes. À partir du 17 août, occupation de la région Ronvaux, Eix[4].
- 21 - 25 août : mouvement offensif vers le Nord-Est. Le 24 août, combats vers Spincourt et Gouraincourt[4].
- 25 août - 3 septembre : repli par Gremilly, vers le Sud de Verdun, puis à partir du 29 août mouvement vers la région Esnes-en-Argonne, Montzéville. Engagée, le 1er septembre vers Gercourt et le bois de Forges. Le 2 septembre, repli sur Nixéville[4].
- 4 septembre : dislocation, la 107e brigade est rattachée au 6e corps d'armée, puis les 301e et 302e régiment d'infanterie sont rattachés à la 12e division d'infanterie, le 304e régiment d'infanterie est rattaché à la 40e division d'infanterie. La 108e brigade est rattachée à la 12e division d'infanterie[5].
- 27 octobre : dissolution[4].

### Rattachements
Rattachée au 3e groupement de divisions de réserve, la division est à l'Intérieur du 2 au 10 août 1914 puis à la 3e armée du 10 août au 27 octobre 1914.

## Seconde Guerre mondiale

### Composition
- 302e régiment d'infanterie (prêté à la 104e division d'infanterie de forteresse d'avril à mai 1940) ;
- 317e régiment d'infanterie ;
- 330e régiment d'Infanterie ;
- 42e régiment d’infanterie de forteresse (prêté par la 104e DIF d'avril à mai 1940 puis en juin) ;
- 44e régiment d'artillerie mixte divisionnaire ;
- 65e groupe de reconnaissance de division d'infanterie (dissous en octobre 1939)
- et tous les services (sapeurs mineurs, télégraphique, compagnie auto de transport, groupe sanitaire divisionnaire, groupe d'exploitation, etc.)

### Historique
Après sa formation, le 3 septembre 1939, la division part stationner dans le sud de Paris à Gif, Clamart, Bourg-la-Reine, avec PC à Sceaux. Elle demeure là jusqu'en décembre 1939 pour son instruction, avec néanmoins deux missions opérationnelles : maintien de l'ordre dans son secteur et intervention en cas d'actions aéroportées ennemies.
Le 25 octobre 1939, le 65e GRDI est dissous pour former une partie du 25e GRCA. L'autre partie est affectée à différentes unités en Normandie, Anjou et région parisienne.
Elle est déplacée autour de Rouffach au sud de Colmar entre le 20 et le 24 décembre 1939 pour renforcer la 8e armée dont elle constitue la réserve comme élément du 7e corps d'armée (7e CA). Début janvier 1940, elle relève la 47e DI qui stationnait en arrière du SF de Colmar, et détache auprès du secteur fortifié un bataillon par régiment. Le 1er mars, la 54e DI est rattachée au 13e CA.
Le 26 avril 1940, le secteur fortifié de Ribeauvillé est créé à partir de la partie nord de l'ancien SF de Colmar, sur la zone de la 54e DI. La division se trouve donc en première ligne entre la 103e et 104e DIF, de Sundhouse à la ligne Appenwihr - Vogelsheim. Le 42e RIF de la 104e DIF lui est alors rattaché, en contrepartie du 302e RI, prêté à la 104e DIF pour accomplir des travaux. Le nouveau secteur de Ribeauvillé est divisé en trois sous-secteurs : Baldenheim au nord (330e RI avec 2 bataillons), Elsenheim au centre (42e RIF), Urschenheim au sud (1 bataillon du 317e RI).
L'alerte est donné à partir de l'attaque allemande du 10 mai 1940. Le 302e RI est récupéré et positionné en arrière du sous-secteur central d'Elsenheim jusqu'au 16 mai. Après cette date, le 302e RI est replié vers le sud-ouest de Colmar.
Les 23 et 24 mai 1940, la 54e DI est remise en réserve de la 8e armée et repliée vers les vallées vosgiennes, entre Liepvrette et Fecht. L'éphémère secteur fortifié de Ribeauvillé est dissous le 27 mai à 12h et la 104e DIF reprend possession de l'ensemble des fortifications du secteur.
Le 30 mai 1940, le secteur de couverture de la 54e DI est étendu au sud à la vallée de la Lauch.
Le 9 juin 1940, compte tenu des menaces d'attaque frontale allemande vers Sélestat, sur ordre du Grand Quartier général la 54e DI quitte les vallées vosgiennes pour se rapprocher à nouveau du Rhin. Le secteur fortifié de Ribeauvillé est recréé pour l'occasion, et le 42e RIF à nouveau rattaché à la 54e DI... La situation des armées françaises est telle à ce moment-là que la 54e DI ne monte pas complètement en première ligne et stationne prudemment entre l'Ill et le canal du Rhône au Rhin, en attente d'un éventuel changement. Seul le I/317e RI se place sur le sous-secteur d'Urschenheim.
Le 13 juin 1940, les armées de l'Est de la France reçoivent l'ordre de se replier et la 54e DI repart en direction des Vosges. Le 9e BCPyr relève le bataillon du 317e RI à Urschenheim.
Le 15 juin 1940, les Allemands lancent l'opération Kleiner Bär et franchissent le Rhin. La 54e DI amorce son repli vers la crête des Vosges sous protection de la 104e DIF.
Le 17 juin 1940, la 54e DI est positionnée en trois groupements sur la crête des Vosges :
- Groupe Nord : 330e RI entre le col de Sainte-Marie-aux-Mines, la Lièpvrette et le Strengwald, avec un bouchon de défense à Ribeauvillé.
- Groupe Centre : 317e RI au col du Bonhomme et dans la vallée de la Weiss, avec un bouchon à Kaysersberg.
- Groupe Sud : 302e RI au col de la Schlucht et du Bramont, la vallée de la Fecht, avec bouchon à Turckheim. Ce groupe est chargé des premiers contacts avec l'ennemi par des patrouilles autour de Colmar.

La 104e DIF décroche sous la pression ennemie pour se positionner sur les crêtes au sud-ouest de la 54e DI.
Le 18 juin 1940, Colmar et Sélestat sont pris par les Allemands. Le groupe Nord combat à Kintzheim et ses bouchons doivent se replier dans la Lièpvrette. Au centre, Kaysersberg tombe dans la journée, entrainant le décrochage des éléments du bouchon. Le soir, les Allemands sont au sud à Munster-Stosswihr, et arrive sur Lapoutroie au centre.
Dans la journée du 19 juin, le groupe Nord combat dans Sainte-Marie-aux-Mines. Les défenseurs décrochent vers 19 h et la ville tombe dans la soirée. Elle sera cependant évacuée dans la nuit. Le groupe Centre perd la liaison avec le groupe Nord. Le village du Bonhomme tombe à 17 h, entrainant la capture de l'essentiel du II/317e RI. Dans la soirée, le col de Bagenelles, entre Bonhomme et Sainte-Marie-aux-Mines est pris. Le groupe se replie sur le col du Bonhomme, qui est laissé à la défense du 42e RIF, et descend vers Plainfaing. Le groupe Sud combat à Metzeral et au pied du Hohneck. Les restes du groupe Sud sont transférés à la 104e DIF.
Le 20 juin 1940, le groupe Nord continue les combats autour de Sainte-Marie-aux-Mines, qui est repris par l'ennemi. Dans l'après-midi, les combats se déplacent vers la crête entre la chaume de Lusse et le col de Bagenelles. Les combats du groupe Centre se déroulent maintenant sur le versant lorrain des Vosges. Plainfaing chute à 10 h 30 puis Fraize est pris par les Allemands. Les restes du 317e RI se positionnent à l'est de Corcieux dans la soirée.
Le 21 juin, le groupe Nord (330e RI), solidement installé au col de Sainte-Marie-aux-Mines, résiste toute la journée. Encerclé, le reste de la division se rend à Corcieux à midi. Le général Coradin est capturé avec son état-major. Le 22 juin, le 330e combat toute la journée au col de Sainte-Marie-aux-Mines et à Gemaingoutte et Wisembach vers l'ouest. Dans la soirée, le régiment est capturé avec son colonel vers 17 ou 18 h. La 54e DI n'existe plus.